# Umberto Forti
Umberto Forti (Roma, 19 marzo 1901 – Milano, 1987) è stato un matematico e storico della scienza italiano.

## Biografia
Laureatosi in matematica e fisica, insegnante, si è occupato soprattutto di storia della scienza e delle sue possibili applicazioni didattiche all'insegnamento delle scienze. Fautore di un ritorno ai valori dell'umanesimo, ha introdotto una nuova metodologia didattica di insegnamento della scienza, fondata sul metodo storico.
Dopo la Liberazione, fondò e diresse il periodico Il solco, organo della "Federazione nazionale insegnanti medi". Collaborò quindi con varie altre riviste culturali, fra le quali La nuova antologia, Il periodico di matematica, Rivista critica di storia della filosofia, Rassegna di cultura, Italia letteraria, Lo Stato moderno, pubblicando diversi articoli e saggi. 
Ha quindi curato vari classici del pensiero scientifico, fra cui: Il metodo di Archimede, L'Algebra di Rafael Bombelli, Machine nove di Fausto Veranzio, la Storia del calcolo infinitesimale nell'era moderna di Guido Castelnuovo.
Ha inoltre pubblicato il trattato Storia della Scienza, nei suoi rapporti con la filosofia, le religioni, la società, in 6 voll., nel 1968.
Molto apprezzati, a livello scolastico, sono stati anche diversi suoi libri di testo per la matematica e la fisica, rivolti alle scuole superiori.
Per diversi anni ha insegnato matematica e fisica presso il Liceo Classico A. Manzoni di Milano.

## Opere principali
- Giorgio Berkeley, Edizioni La Bilancia, Roma, 1923.
- I principi della filosofia naturale di Newton, opera curata assieme a Federigo Enriques, Alberto Stock Editore, Roma, 1925.
- Il metodo storico nell'insegnamento della fisica, Roma, 1928 (?).
- La vita e la morte degli astri, Sonzogno, Milano, 1929.
- Introduzione storica al "Dialogo dei Massimi Sistemi", Zanichelli, Bologna, 1931.
- Storia della tecnica italiana. Alle origini della vita moderna, G.C. Sansoni, Firenze, 1940.
- Fatti e idee dell'astronomia contemporanea, Taberna Libraria, Varese, 1945.
- La scoperta della luce, Valsecchi, Milano, 1946.
- Algebra e Geometria analitica, Garzanti, Milano, 1950.
- Meccaniche meravigliose. Dal pendolo di Galilei all'astronave orbitale, SEI, Torino, 1955.
- Storia della Tecnica, dal Medioevo al Rinascimento, Sansoni, Firenze, 1958.
- Fisica, 3 voll., La Nuova Italia, Firenze, 1959.
- La teoria di Einstein: concetti fondamentali ed evoluzione storica, La Nuova Accademia Editrice, Milano, 1961.
- Tecnica e progresso umano: una storia delle invenzioni e delle industrie, nei loro rapporti con la scienza, le arti e la società, 2 voll., Fabbri, Milano, 1963.
- Storia della Scienza, nei suoi rapporti con la filosofia, le religioni, la società, 6 voll., Dall'oglio, Milano, 1968-69.
- Storia della Tecnica, 2 voll., UTET, Torino, 1973-74.